# Ulrich Jasper Seetzen

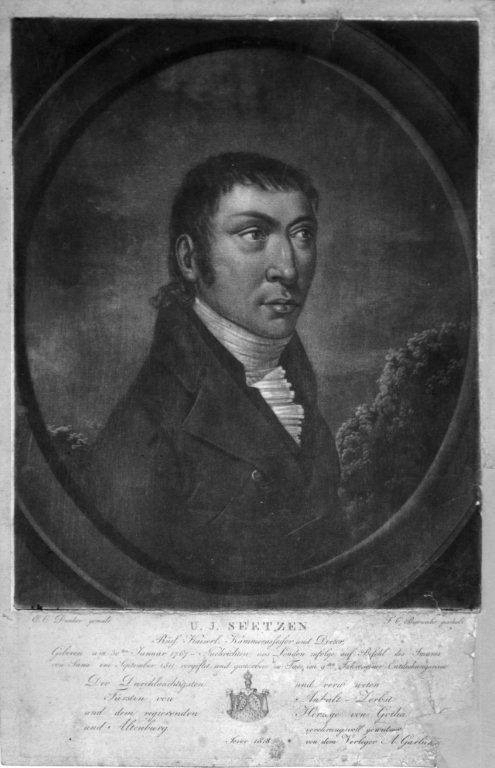
Ulrich Jasper Seetzen. Schabkunst von F. C. Bierweiler nach E. C. Dunker

Ulrich Jasper Seetzen (* 30. Januar 1767 in Sophiengroden, Kirchspiel Middoge, in der Herrschaft Jever; † im September/Oktober 1811 in der Nähe von Taizz im Jemen) war ein deutscher Arzt, Wissenschaftler, Naturforscher, Reisender und Orientalist. Seine Arbeiten über Schlangen wurde mit einem Druckfehler veröffentlicht, sodass er bei Herpetologen vor allem unter dem Namen "Sentzen" bekannt wurde.

## Leben
Ulrich Jasper Seetzen wurde in Sophiengroden, Kirchspiel Middoge, in der Herrschaft Jever als zweiter Sohn des wohlhabenden Landwirts Ulrich Jasper Seetzen und dessen Ehefrau Trienke, geb. Otten, geboren. Er besuchte das Mariengymnasium Jever und ging im Herbst 1785 an die Georg-August-Universität Göttingen, um Medizin zu studieren. Daneben widmete er sich den Naturwissenschaften, in denen Johann Friedrich Blumenbach sein Lehrer war, sowie auch der Technik. An der Universität Göttingen, an der als eines der Zentren der vergleichenden Naturwissenschaften und der Geographie, alle Nachrichten über Forschungsreisen gesammelt und ausgewertet wurden, erhielt Seetzen vor allem durch Carsten Niebuhr und dessen Berichte von seiner Orientexpedition von 1763 erste Anstöße für seine späteren Reiseplanungen.
1789 erlangte er durch die Dissertation Systematum de morbis plantarum brevis dijudicatio die Doktorwürde. Er gründete mit mehreren jungen Leuten, unter denen auch Alexander von Humboldt war, die göttingsche physikalische Gesellschaft. Als wohlhabender Mann konnte er im Anschluss das Leben eines Privatgelehrten führen und sich ganz seinen wissenschaftlichen Interessen widmen.
1790 unternahm er eine halbjährige Reise durch Westfalen und Westdeutschland, sammelte dabei Pflanzen und Mineralien und besuchte Fabriken und Bergwerke. 1791 ging er nach Wien, später nach Böhmen, Holland und Sachsen und kehrte 1792 in seine Heimat Jever zurück.
1794 kaufte er dort eine Windsägemühle und eine Muschelkalkbrennerei, gründete einen Baumaterialienhandel, erwarb umfangreichen Grundbesitz und bemühte sich um die Aufforstung von Heideländereien. Dabei publizierte er aber weiter in zoologischen, botanischen und technischen Zeitschriften. 1795 wurde er zum Mitglied der naturforschenden Gesellschaft in Berlin und Jena ernannt.
Später arbeitete er auf den Gütern des Reichsgrafen von Münster-Meinhövel in Ost- und Westpreußen.
Ab 1800 arbeitete Seetzen einen Plan für eine mehrjährige Forschungsreise aus, in deren Verlauf er zunächst Kleinasien und die Arabische Halbinsel erkunden und danach die Durchquerung Afrikas von Osten nach Westen versuchen wollte. Er absolvierte einen astronomischen Schnellkurs an der Sternwarte Gotha, um exakte Karten anfertigen zu können, und gewann dabei die Unterstützung des Herzogs Emil Leopold August von Sachsen-Gotha-Altenburg, der ihn mit dem Ankauf von orientalischen Antiquitäten, Druckwerken und Naturalien beauftragte.
Nachdem er in Jever am 2. März 1802 in die Freimaurerloge Zum silbernen Schlüssel aufgenommen worden war, brach er am 13. Juni 1802 zu seiner Reise auf. Im Sommer 1802 reiste Seetzen zunächst über Wien und Ungarn nach Konstantinopel und hielt sich 1803/04 in Smyrna und Aleppo auf, wo er Arabisch erlernte. Von hier aus unternahm er von 1805 bis 1807 Reisen durch Syrien und Palästina, nach Jerusalem, zum Toten Meer und zum Sinai. Von 1807 bis 1809 hielt er sich in Kairo auf, um sich auf die Erforschung der Arabischen Halbinsel vorzubereiten, wobei er pro forma zum Islam übertrat.
1809 besuchte er Mekka und Medina, im März 1810 den Jemen, von da Aden und Mokka und wollte im Anschluss seine Afrikadurchquerung versuchen. Seine letzten bekannten Briefe stammen vom November 1810. Seetzen starb vermutlich im September/Oktober 1811 bei Taizz in der Nähe von Sanaa.

## Leistungen
Angeregt durch die Nachrichten von Reisen seiner früheren Studienkollegen Alexander von Humboldt nach Südamerika und Friedrich Konrad Hornemann nach Afrika beschloss Seetzen 1802 eigene Forschungsreisen in den Vorderen Orient nach Arabien und Afrika zu unternehmen. Dafür setzte Seetzen eigenes Vermögen ein, erhielt aber auch Förderungen durch die Landesfürstin von Anhalt-Zerbst und den Herzog von Sachsen-Gotha-Altenburg.
Arabistik und Kulturgeschichte. Verkleidet als Pilger kam er nach Kairo und Mekka und konnte dort 1809 einen genauen Plan der Kaaba anfertigen. Seine medizinischen Kenntnisse, die Beherrschung der arabischen Sprache und die Befolgung der Gebote des Koran verschafften ihm den Zutritt zur arabischen Welt. Er sammelte Kunstgegenstände, wie Plastiken und Mumien, sowie zahlreiche Schriften, die er seinem Förderer, dem Herzog von Sachsen-Gotha-Altenburg, schickte. Vieles davon ist noch heute in der Forschungsbibliothek Gotha erhalten.
Seetzens Tagebücher und seine Vokabellisten der arabischen Sprache sind noch heute wichtige Quelle der Arabistik. Er gehört damit zu den bedeutendsten deutschen Orientalisten. Sein Tagebuch gaben Friedrich Karl Hermann Kruse und Heinrich Leberecht Fleischer (Berlin 1854–59, 4 Bde.) mit Kommentar heraus.
Geographie. Seetzen gilt als Wiederentdecker der Stadt Gadara am See Genezareth.
Zoologie. In seiner Arbeit über Schlangen beschrieb Seetzen (fälschlich unter dem Namen "Sentzen") eine Reihe von neuen Schlangenarten, von denen zwei bis heute anerkannt werden, nämlich Dipsas catesbyi und Mastigodryas boddaerti. Darüber hinaus beschrieb er weitere neue Arten, deren Identität aber heute nicht mehr überprüft werden kann, da die zugrundeliegenden Exemplare ("Typen") verloren gingen.

## Ehrungen

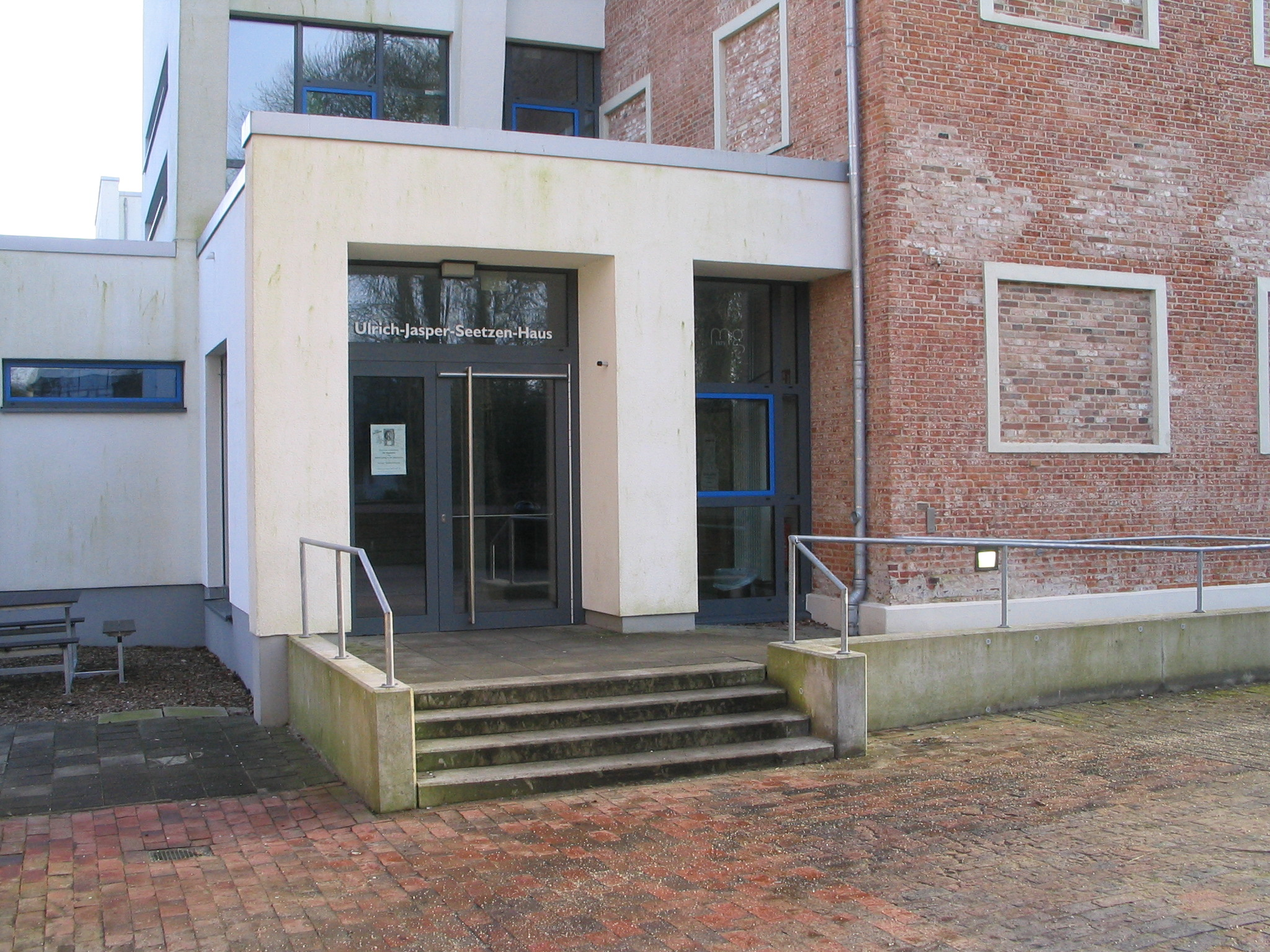
Ulrich-Jasper-Seetzen-Haus des jeverschen Mariengymnasiums

- Die Stadt Jever und die Gemeinde Wangerland (Ortsteil Hohenkirchen) haben eine Straße nach Ulrich Jasper Seetzen benannt.[4]
- Seit dem 28. Oktober 2013 trägt das Oberstufengebäude des jeverschen Mariengymnasiums den Namen Ulrich-Jasper-Seetzen-Haus.[5][6]

## Veröffentlichungen
- Friedrich Karl Hermann Kruse (Hrsg.): Ulrich Jasper Seetzen's Reisen durch Syrien, Palästina, Phönicien, die Transjordan-Länder, Arabia Petraea und Unter-Aegypten. 4 Bände. G. Reimer, Berlin 1855–1859 (Digitalisate bei Google Books: Band 1 & 2, Band 3, Band 4); Nachdruck: Olms, Hildesheim 2004, ISBN 3-487-12630-3.
- Ulrich Jasper Seetzen: Tagebuch des Aufenthalts in Aleppo 1803–1805 (= Schriftenreihe des Landesmuseums für Natur und Mensch. Heft 87; Schriften der Landesbibliothek Oldenburg. Band 53). Olms, Hildesheim 2011, ISBN 978-3-487-14611-9.
- Ulrich Jasper Seetzen: Tagebuch des Aufenthalts in Konstantinopel und der Reise nach Aleppo 1802–1803. Bearbeitet von Volkmar Enderlein. Olms, Hildesheim 2012, ISBN 978-3-487-14610-2.